# Атак (город)
Атак (араб.  عتق‎) — город в Йемене.

## Общая информация
Расположен на юге центральной части страны, в 458 км к юго-востоку от столицы страны, города Сана, на высоте 1145 м над уровнем моря. Административный центр мухафазы Шабва. Имеется городской музей, старый базар и больница, которые находятся в юго-западной части города.
Некоторые из раскопанных артефактов на месте древнего города Шабва в настоящее время находятся в городском музее города Атак.

## Население
По данным на 2013 год численность населения города составляла 26 980 человек.
Динамика численности населения города по годам:
| 1994   | 2004   | 2013   |
| ------ | ------ | ------ |
| 13 995 | 20 435 | 26 980 |